# Fixture
Un equipo de fixture consiste en un sistema que permite testear alguna funcionalidad de un objeto, producto o programa.

## Pinzas de tensión
Los diseños más usados son pinzas de tijera, pinzas de cuña y pinzas de tornillo.

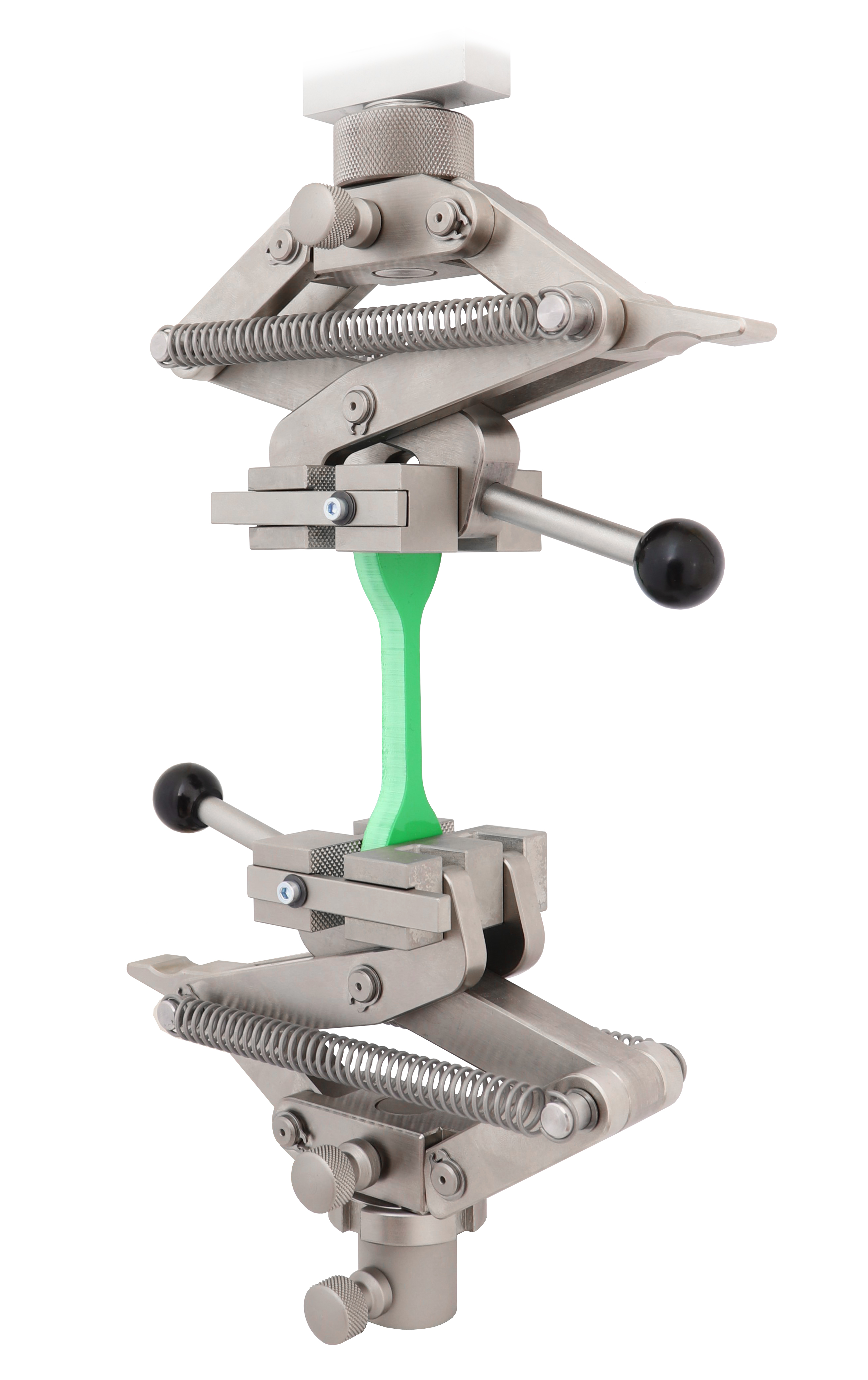
pinzas de tijera max. 50kN pretensado con resorte
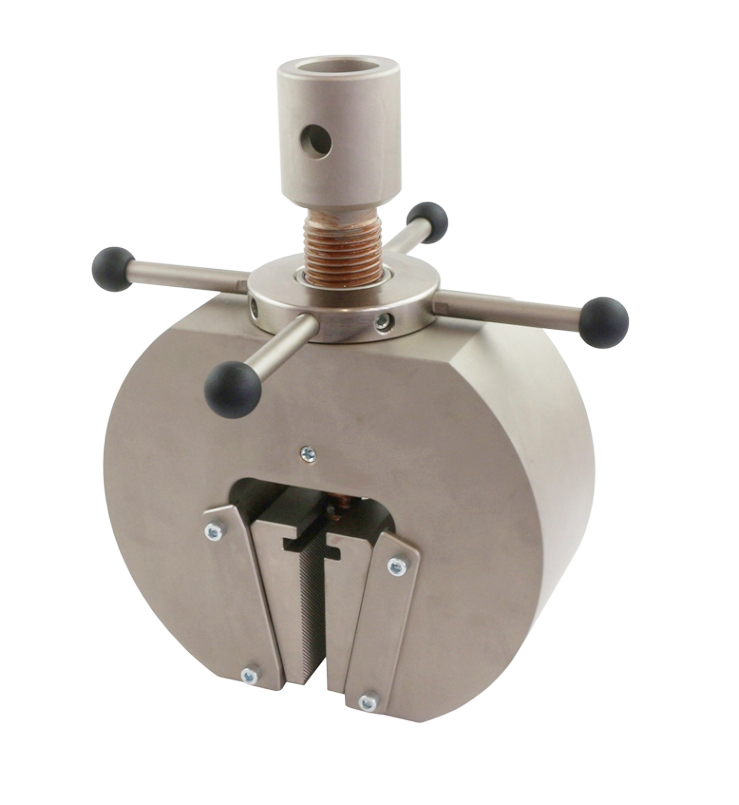
pinzas de cuña max.50kN desplazamiento contrapesado
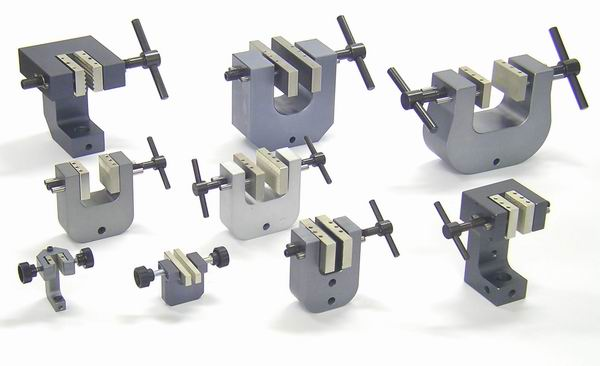
diferentes pinzas de tornillo de un fabricante alemán

Heramental para diferentes aplicaciones como por ejemplo una base para aplicación.

## Electrónica
Placas de circuito electrónico, componentes electrónicos y chips son testeados (probados) usando este sistema. Se colocan sobre una base fija y mediante puntas de contacto se realizan mediciones. Al final del test, en función del resultado de este, se decide pasarlo como bueno o se rechaza.